# A Disappearing Number
A Disappearing Number è un’opera teatrale scritta e sviluppata dalla compagnia del Théâtre de Complicité, ideata e diretta da Simon McBurney e musicata da Nitin Sawhney. La pièce è ispirata alla collaborazione tra il matematico indiano Srinivasa Ramanujan e il don dell’Università di Cambridge Godfrey Harold Hardy. Il dramma debuttò a Plymouth nel 2007, prima di andare in scena anche a Vienna, a Londra nel 2008 e New York nel 2010.

## Trama
Ramanujan attirò l’attenzione del professore Hardy quando gli inviò una lettera in cui dimostrava che {\displaystyle 1+2+3+\cdots =-{\frac {1}{12}}\ (\Re )}, dove {\displaystyle (\Re )} indica la serie di Ramanujan. Nonostante la presentazione caotica, Hardy capisce che la serie 1 + 2 + 3 + 4 + ⋯ è l’applicazione della funzione zeta di Riemann {\displaystyle \zeta (s)} con {\displaystyle s=-1}. L’opera del matematico indiano gettò le basi della teoria delle stringhe.